# プランクエネルギー
プランクエネルギー（英: Planck energy）は、プランク単位系におけるエネルギーである。プランクエネルギー EP （単位 : JP）は、次式で定義される。
{\displaystyle 1\,{\mbox{J}}_{p}={\sqrt {\frac {\hbar c^{5}}{G}}}\,{\mbox{J}}}
ここで、c は真空中の光速、{\displaystyle \hbar } はディラック定数、G は万有引力定数である。
プランクエネルギーは、質量とエネルギーの等価性を表すアインシュタインの方程式 E = mc² より導き出されたものである。すなわち、1プランクグラムの物体が有する静止エネルギーが1プランクジュールである。
1プランクジュールは、およそ以下の値に相当する。
- 1.9561×109 J
- 1.220910(29)×1019 GeV（2014CODATA推奨値[1]）
- 543.3 kWh
- TNT火薬 467.519 Kg が爆発した時に放出されるエネルギー

## 統一場理論
プランクエネルギーのスケールでは、自然界の四つの力（重力、電磁力、強い力、弱い力）が統一され一つの力として記述される、統一場理論の成立が期待されている。しかし、現在人類が観測できている最大のエネルギーレベルは 10 TeV = 1×104 GeV（LHCを参照）程度で、プランクエネルギーレベルの現象は実測が事実上不可能である。理論物理学により様々な予想が立てられてはいるが、実証の見込みはまだたっていない。